# Крючково (платформа)
Крю́чково — остановочный пункт на 451-м километре главного хода Октябрьской железной дороги (ранее — станция, путевое развитие упразднено не позднее 2000 года). Расположен в посёлке Крючково Лихославльского района Тверской области.
Станция Крючково открыта в 1860 году. В 1948 году на станции был организован торфорперегруз, включавший тупик широкой колеи длиной 1200 м, склад торфа и площадка для перегрузки хозяйственных грузов. Затем на перегрузке были установлены торфоперегружатель типа МОГЭС и 100-тонные железнодорожные весы. Крючковский перегруз закрылся в 1985 году. Пассажирское движение — 12 пар пригородных электропоездов в сутки. Время следования от станции Тверь — 36 минут. Поезда дальнего следования на станции не останавливаются.
На станции — две боковые низкие платформы. Путевое развитие упразднено. Турникетами не оборудована. Билетной кассы нет.
| маршрут                  | основные станции               | поезд       | переодичность      |
| ------------------------ | ------------------------------ | ----------- | ------------------ |
| Москва — Вышний Волочёк  | Химки, Сходня, Крюково, Тверь  | Ласточка    | каждые 15—30 минут |
| Тверь — Бологое          | Тверь, Вышний Волочёк          | Элетропоезд | каждые 7 минут     |
| Москва — Нижний Новгород | Тверь, Вышний Волочёк, Бологое | Сапсан      | каждый час         |